# Badshah Munir Bukhari
Badshah Munir Bukhari (en ourdou :  بادشاہمنیربخاری) est un linguiste du Pakistan nordique. Natif de Chitrâl, il est un conférencier en linguistique et un membre du département d'ourdou de l'université de Peshawar.
L'autorité de langue nationale du Pakistan a édité son livre sur l'ourdou et le khowar. Son dictionnaire khowar-ourdou-anglais est l'une des rares sources disponibles sur la langue khowar. Il est également le rédacteur de Khayaban (en)  (ISSN 1993-9302) (http://thekhayaban.com/) le journal de recherches du département d'ourdou de l'université de Peshawar, province du Khyber Pakhtunkhwa, Pakistan. Depuis 2005, il est également membre de l'Association phonétique internationale.
En 2004, le gouvernement du Pakistan lui a attribué une médaille pour sa contribution dans le domaine de la recherche linguistique.
Il a conçu des alphabets pour sept langues précédemment non écrites du Pakistan du Nord et de l'Afghanistan.

## Œuvre
Il est un traducteur d'ourdou, pachto, de khowar et de dari. Il a édité sur les langues suivantes du Pakistan du Nord et de l'Afghanistan :
- ashkun
- cachemiri
- dameli
- dari
- domaaki
- gawar-bati
- kalasha
- kamkata-viri
- khowar
- kohistani de l'Indus
- nangalami
- Langues nouristanies
- ourdou
- pachto
- pashayi
- phalura
- prasun (vasi-vari)
- shina
- shumashti
- tregami
- waigali.

## Livres
- How to learn another language (Comment apprendre une autre langue)
- Linguistics research methodology for the languages of Pakistan and Northern Afghanistan (Méthodologie de recherches de linguistique pour les langues du Pakistan et de l'Afghanistan nordique)
- Languages of Pakistan (Langues du Pakistan)
- Pashto Language Manual (Manuel de la langue pachto)
- Learn Urdu in 45 days (Apprenez l'ordou en 45 jours)
- Learn Dari in 45 days (Apprenez le dari en 45 jours)
- Learn Pashto in 45 days (Apprenez le pachto en 45 jours)
- Speaking Pakistani Pashto (Parler le pachto du Pakistan)
- Today’s Grammar of Khowar (Grammaire d'aujourd'hui de recherche de khowar)

Il est un poète en langue ourdoue. Il a contribué à un compte de cinq volumes des racines de la langue actuellement utilisée au Pakistan. Sa contribution se concentre sur les similitudes entre ourdou et khowar.